# Hersch Krengel
Hersch Krengel (Tarnów, Polen, 1856 – Jeruzalem, 1936) is de stichter van de Jesode-Hatora Beth-Jacob school in Antwerpen.

## Biografie

### Van Tarnow naar Antwerpen
Hersch Krengel was een Oostenrijkse onderdaan en een succesvolle textielhandelaar in Tarnow. Op een zekere dag werd heel zijn stock door een ramp vernield en aangezien hij niet verzekerd was, werd hij ineens arm. Hij besloot met zijn familie naar Duitsland te verhuizen. In Frankfurt am Main ging hij naar de synagoge. Hij was terneergeslagen; niemand die hem begroette, niemand die tegen hem sprak. Hij begon stil te huilen. Toen kwam de “sjammes”, de koster, en zei: “Mijnheer, U moet zwijgen want U stoort de andere mensen.” Krengel zag dat deze plaats niet voor hem bestemd was besloot verder te reizen naar Antwerpen. Ook daar ging hij naar de synagoog. Deze keer kwam de koster naar hem toe en vroeg vanwaar hij kwam. Krengel vertelde zijn wedervaren. Het bleek dat de koster ook van Tarnow afkomstig was en de Krengel-familie kende. Hij bood Hersch Krengel onmiddellijk een positie aan in zijn diamantbureau. Zo kwam het dat Krengel korte tijd na zijn aankomst in Antwerpen zijn kost begon te verdienen als diamantair.

### De stichting van de Jesode-Hatora in 1895
Toen dhr Krengel bij zijn aankomst in Antwerpen rond 1893 kennis maakte met een soort religieklas, maar niet met een Joodse school, vond hij dat men zowel de taal als de geschiedenis van het land waar men woont, moet kennen. In Duitsland waren er talrijke Joodse dagscholen en dit voorbeeld inspireerde hem om ook in Antwerpen een dergelijke school op te richten. Krengel heeft het besluit niet zo maar genomen. Hij schijnt met de bekendste rabbijnen in Europa contact te hebben opgenomen om hun mening te vragen over het oprichten van een school, waar zowel Joodse lessen als algemeen onderwijs zou worden gegeven. De rabbijnen hebben hem volledig gesteund. Jesode-Hatora is dus een instelling geworden waar naast de Joodse vakken, bewust belang gehecht wordt aan een uitgebreide algemene kennis en opvoeding.
Verschillende vrienden hielpen hem bij dit project. De heer Krengel liet uit Duitsland een directeur komen, Dr. Nobel. Hij nam de ‘Hirsch Realschule” uit Frankfurt a/Main tot voorbeeld om in Jesode-Hatora het principe in te voeren van “Tora im derech erets” (Wetenschap en levensleer)

### Latere jaren
Hersch Krengel is tot maart 1932 aan de school verbonden gebleven. Er bestaat geen twijfel dat veel oud-leerlingen Krengel als leidend president van de school gekend hebben en dat de leerkrachten die vóór 1932 door de school werden gerekruteerd, op hun aanvaardingsbrief de naam van Krengel terugvonden. Dat Krengel een persoonlijkheid was, blijkt uit verschillende uitingen van oud–leerlingen.
In 1932 besloot Krengel naar Palestina uit te wijken om daar zijn laatste jaren door te brengen, net zoals zijn overgrootvader Mozes Krengel had gedaan in 1859 vanuit Krakau. Op 3 maart 1932 werd door Jesode-Hatora aan haar stichter een afscheidsavond aangeboden. Hersch Krengel vestigde zich in het Batei Ungarim deel van Mea Shearim in Jeruzalem. Hij overleed daar in 1936 en ligt begraven op de Olijfberg.

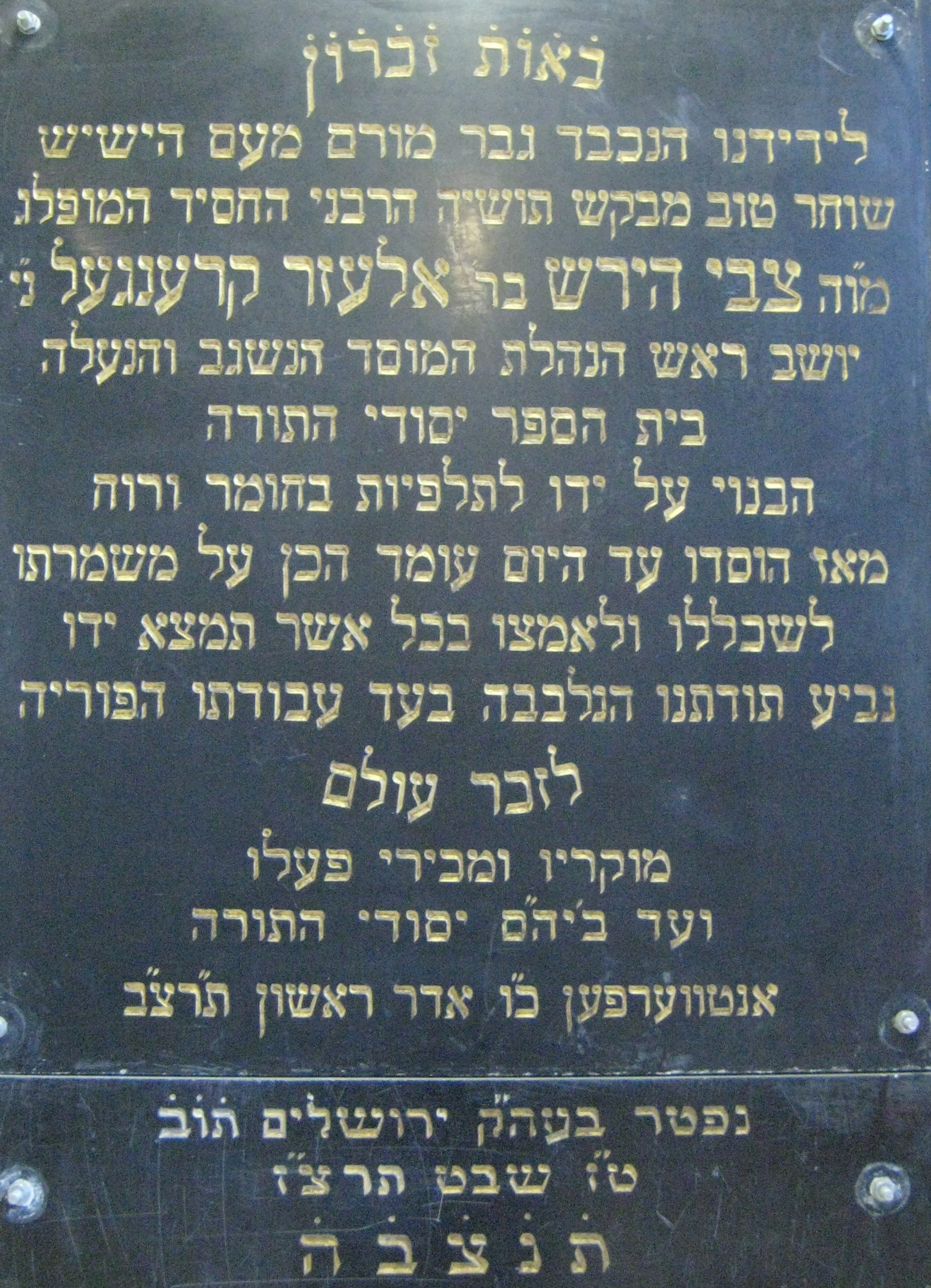
Gedenkplaat Hersch Krengel